# Ochthebius tacapasensis
Ochthebius tacapasensis är en skalbaggsart som beskrevs av Ferro 1983. Ochthebius tacapasensis ingår i släktet Ochthebius och familjen vattenbrynsbaggar.

## Underarter
Arten delas in i följande underarter:
- O. t. tacapasensis
- O. t. baeticus